# Conflicte pemon
El conflicte pemon és un conflicte en curs parteix de la més àmplia crisi a Veneçuela. Consisteix en disputes de mineria entre el règim de Nicolás Maduro, la nació pemon i grups armats irregulars. La nació pemon està dividida artificialment per la frontera entre el Brasil i Veneçuela, la qual cosa ha causat que refugiats pemons travessin la frontera al Brasil regularment per seguretat i atenció mèdica. La majoria del territori indígena es troba dins de l'Arc Miner de l'Orinoco, una àrea de 112 000 quilòmetres quadrats a l'Amazones rica en or, diamants, coltan, i urani. La vasta riquesa localitzada en l'Arc Miner ha convertit les terres indígenes en una atractiva àrea d'operacions mineres tant estatals com il·legals al cost d'un extens mal ecològic i la migració forçada d'indígenes que viuen en zones de conflicte. Una sèrie d'enfrontaments en la Gran Sabana entre les Forces Armades de Veneçuela, guerrilles, i grups de crim organitzat, juntament amb la lluita de poder entre Nicolás Maduro i Juan Guaidó, ha originat el conflicte actual.